# Afilias
Afilias est le registre des domaines de premier niveau .info, .mobi et .pro et le fournisseur de services pour les registres des domaines de premier niveau .org, .asia et .aero.
Afilias est aussi un bureau d'enregistrement pour les domaines de premier niveau nationaux de plusieurs pays incluant .mn (Mongolie), .ag (Antigua-et-Barbuda), .bz (Bélize), .gi (Gibraltar), .in (Inde), .me (Monténégro), .sc (Seychelles) et .vc (Saint-Vincent-et-les-Grenadines).
Afilias a également fourni un soutien d'appoint à d'autres domaines, incluant .sg (Singapour) et .hn (Honduras).

## Histoire
Afilias a été créé en septembre 2000 par un groupe de bureaux d'enregistrement qui désiraient augmenter la concurrence dans l'industrie des noms de domaine au niveau des registres de noms de domaine.
Afilias a été choisi par l'ICANN en novembre 2000 pour lancer le domaine de premier niveau .info, le premier domaine générique de premier niveau soutenu par l'Extensible Provisioning Protocol (EPP).
En février 2010, Afilias a acquis mTLD Top Level Domain Ltd (connu publiquement comme dotMobi), le registre de noms de domaine et l'organisme de gestion pour le domaine .mobi. Alors que dotMobi continue à fonctionner comme une filiale en propriété exclusive, Afilias est maintenant le registre de noms de domaine enregistré pour .mobi.
En décembre 2012, Afilias a acquis RegistryPro, le registre de noms de domaine et l'organisme de gestion pour le domaine .pro. Alors que RegistryPro continue à fonctionner comme une filiale en propriété exclusive, Afilias est maintenant le registre de noms de domaine enregistré pour .pro.
En janvier 2013, Afilias gérait plus de 24 millions de noms de domaine, ce qui faisait le deuxième plus important registre de noms de domaine,.
Afilias a son siège social à Dublin en Irlande, avec des bureaux à Philadelphie aux États-Unis, des bureaux de vente à Londres au Royaume-Uni, un centre des opérations à Toronto au Canada, et des bureaux opérationnels à New Delhi en Inde.